# Bartłomiej Gradecki
Bartłomiej Gradecki (ur. 26 grudnia 1999 w Płocku) – polski piłkarz, grający na pozycji bramkarza.